# 1874 en France
Chronologie de la France
- 1870
- 1871
- 1872
- 1873
- 1874
- 1875
- 1876
- 1877
- 1878

Cette page concerne l'année 1874 du calendrier grégorien.

## Événements
- 20 janvier : loi sur les maires et les attributions de police municipale[1].
- 16 février : la France restitue Hanoï et les places conquises au Tonkin en 1873 à l’Annam[2].

- 15 mars : traité de Saigon[3] entre l’empereur d’Annam, Tu Duc et la France, négocié par Paul-Louis-Félix Philastre. Le Viêt Nam reconnaît la souveraineté française sur les provinces de l’Ouest du Nam-Ky occupées par l’amiral de La Grandière depuis 1867. L’Annam (Viêt Nam) s’ouvre au commerce français.
- 2 avril : le Club alpin français est définitivement constitué[4].

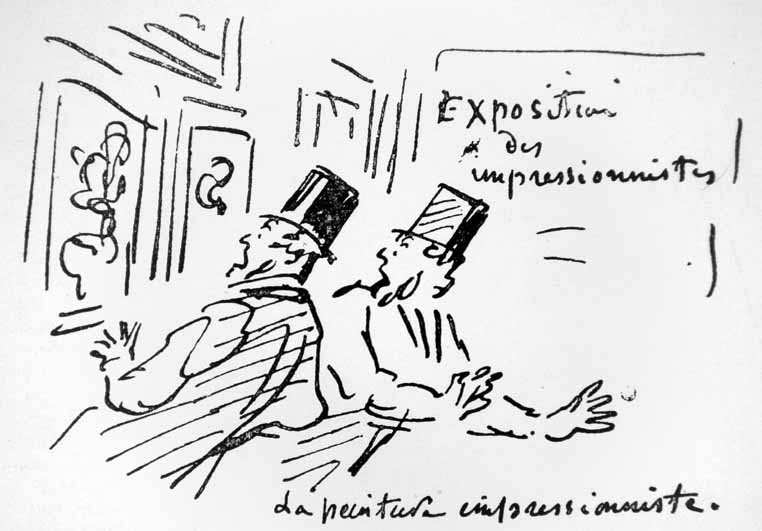
La peinture impressionniste vue par le caricaturiste Cham dans Le Charivari.

- 15 avril-15 mai : première exposition impressionniste à Paris chez le photographe Nadar[5]. Impression, soleil levant, un tableau de Monet y est exposé. Monet, Renoir, Pissarro, Degas, Cézanne et Sisley soulèvent un tollé de la critique.

- 19 mai : une loi interdit le travail des enfants âgés de moins de 13 ans et réglemente le travail des femmes en France. Un corps d'inspection est créé pour appliquer la nouvelle loi[6].

- 22 mai : gouvernement Ernest Courtot de Cissey[7].

- 15 juin : proposition Casimir-Périer tendant à l'établissement définitif et à l'organisation d'un régime républicain Elle est repoussée par l'Assemblée le 23 juillet[8].
- 17 juillet : loi relative à l'amélioration des frontières du Nord-Est ; la France entame la construction d'un nouveau système de fortifications[9].
- 24 juillet : loi qui scinde le territoire en 18 régions militaires.
- 4 octobre : élection des Conseils généraux ; léger succès de la Droite qui détient 52 présidences[10].
- 22 et 29 novembre : élections municipales. Les maires et adjoints, proposés par les préfets, sont nommés par le président de la République (loi du 20 janvier 1874)[11].